# UEFA Champions League 2001-2002 (seconda fase a gironi)
La seconda fase a gruppi della Champions League 2001-2002 si è svolta dal 20 novembre 2001 al 20 marzo 2002. Hanno avuto accesso a tale fase i vincenti e i secondi classificati degli otto gironi della prima fase a gruppi. Le squadre sono state sorteggiate in quattro gruppi da quattro squadre, che si sono scontrate in gare di andata e ritorno, al termine delle quali avanzavano alla fase ad eliminazione diretta le prime due classificate di ciascun girone. Come sempre vengono assegnati tre punti in caso di vittoria, uno in caso di pareggio e zero in caso di sconfitta.
In caso di parità di punteggio nella classifica, i criteri seguiti erano (nell'ordine):
1. Punti ottenuti negli scontri diretti (classifica avulsa);
2. Maggior numero di gol segnati negli scontri diretti;
3. Maggior numero di gol segnati in trasferta negli scontri diretti;
4. Differenza reti generale;
5. Maggior numero di gol segnati;
6. Coefficiente UEFA

## Squadre
Le squadre vincitrici degli otto gironi della prima fase sono state poste in due fasce in base al loro coefficiente UEFA, con le squadre con il punteggio più alto in prima fascia, mentre le squadre seconde classificate sono state poste nelle fasce 3 e 4, sempre in base al loro coefficiente UEFA. Non potevano essere sorteggiate nello stesso girone squadre della stessa federazione o che si fossero già scontrate nella prima fase.
| Legenda                                                                                      |
| -------------------------------------------------------------------------------------------- |
| Primi e secondi classificati (alla fase ad eliminazione diretta fase a eliminazione diretta) |
| Terzi e Quarti classificati (eliminati)                                                      |

| Squadre       | Coeff   |
| Urna 1        | Urna 1  |
| ------------- | ------- |
| Bayern Monaco | 110.316 |
| Real Madrid   | 114.605 |
| Barcellona    | 108.604 |
| Juventus      | 98.119  |

| Squadre             | Coeff  |
| Urna 2              | Urna 2 |
| ------------------- | ------ |
| Liverpool           | 73.463 |
| Deportivo La Coruña | 63.605 |
| Nantes              | 45.176 |
| Panathīnaïkos       | 37.183 |

| Squadre        | Coeff   |
| Urna 3         | Urna 3  |
| -------------- | ------- |
| Manchester Utd | 110.644 |
| Arsenal        | 76.644  |
| Galatasaray    | 71.987  |
| Porto          | 68.136  |

| Squadre          | Coeff  |
| Urna 4           | Urna 4 |
| ---------------- | ------ |
| Roma             | 68.119 |
| Bayer Leverkusen | 56.315 |
| Sparta Praga     | 37.395 |
| Boavista         | 28.137 |

## Sorteggio
| Gruppo | 1ª fascia     | 2ª fascia           | 3ª fascia      | 4ª fascia        |
| ------ | ------------- | ------------------- | -------------- | ---------------- |
| A      | Bayern Monaco | Nantes              | Manchester Utd | Boavista         |
| B      | Barcellona    | Liverpool           | Galatasaray    | Roma             |
| C      | Real Madrid   | Panathīnaïkos       | Porto          | Sparta Praga     |
| D      | Juventus      | Deportivo La Coruña | Arsenal        | Bayer Leverkusen |

## Risultati

### Gruppo A
| Squadra        | P.ti | G | V | N | P | GF | GS | DR  |
| -------------- | ---- | - | - | - | - | -- | -- | --- |
| Manchester Utd | 12   | 6 | 3 | 3 | 0 | 13 | 3  | +10 |
| Bayern Monaco  | 12   | 6 | 3 | 3 | 0 | 5  | 2  | +3  |
| Boavista       | 5    | 6 | 1 | 2 | 3 | 2  | 8  | -6  |
| Nantes         | 2    | 6 | 0 | 2 | 4 | 4  | 11 | -7  |

| Arbitro: | Jan Wegereef |

|                |           |  |
| E. Sánchez 24’ | Marcatori |  |

| Arbitro: | Anders Frisk |

|                  |           |                    |
| Paulo Sérgio 87’ | Marcatori | 74’ Van Nistelrooy |

| Arbitro: | Antonio López Nieto |

|                                   |           |  |
| Van Nistelrooy 31’, 62’ Blanc 55’ | Marcatori |  |

| Arbitro: | Pierluigi Collina |

|  |           |                  |
|  | Marcatori | 65’ Paulo Sérgio |

| Arbitro: | Kyros Vassaras |

|             |           |                             |
| Moldovan 9’ | Marcatori | 90+4’ (rig.) Van Nistelrooy |

| Porto 20 febbraio 2002, ore 20:45 CET 3ª giornata | Boavista     | 0 – 0 referto | Bayern Monaco | Estádio do Bessa Século XXI (10 400 spett.)\| Arbitro: \| Ľuboš Micheľ \| |
| Arbitro:                                          | Ľuboš Micheľ |               |               |                                                                           |

| Arbitro: | Manuel Enrique Mejuto González |

|                                                                       |           |              |
| Beckham 18’ Solskjær 31’, 78’ Silvestre 38’ Van Nistelrooy 64’ (rig.) | Marcatori | 17’ Da Rocha |

| Arbitro: | Terje Hauge |

|                |           |  |
| Santa Cruz 81’ | Marcatori |  |

| Arbitro: | Hugh Dallas |

|              |           |                |
| Moldovan 43’ | Marcatori | 78’ Martelinho |

| Manchester 13 marzo 2002, ore 20:45 CET 5ª giornata | Manchester Utd   | 0 – 0 referto | Bayern Monaco | Old Trafford (66 818 spett.)\| Arbitro: \| Gilles Veissière \| |
| Arbitro:                                            | Gilles Veissière |               |               |                                                                |

| Arbitro: | Konrad Plautz |

|  |           |                                           |
|  | Marcatori | 14’ Blanc 29’ Solskjær 51’ (rig.) Beckham |

| Arbitro: | Knud Erik Fisker |

|                          |           |             |
| Jeremies 58’ Pizarro 87’ | Marcatori | 54’ Ahamada |

### Gruppo B
| Squadra     | P.ti | G | V | N | P | GF | GS | DR |
| ----------- | ---- | - | - | - | - | -- | -- | -- |
| Barcellona  | 9    | 6 | 2 | 3 | 1 | 7  | 7  | 0  |
| Liverpool   | 7    | 6 | 1 | 4 | 1 | 4  | 4  | 0  |
| Roma        | 7    | 6 | 1 | 4 | 1 | 6  | 5  | +1 |
| Galatasaray | 5    | 6 | 0 | 5 | 1 | 5  | 6  | -1 |

| Arbitro: | Hellmut Krug |

|          |           |                                          |
| Owen 27’ | Marcatori | 41’ Kluivert 65’ Rochemback 84’ Overmars |

| Arbitro: | Claude Colombo |

|           |           |               |
| Pérez 22’ | Marcatori | 90+2’ Emerson |

| Roma 5 dicembre 2001, ore 20:45 CET 2ª giornata | Roma     | 0 – 0 referto | Liverpool | Stadio Olimpico (58 721 spett.)\| Arbitro: \| Dick Jol \| |
| Arbitro:                                        | Dick Jol |               |           |                                                           |

| Arbitro: | Markus Merk |

|                  |           |                             |
| Saviola 49’, 66’ | Marcatori | 5’ Ümit Karan 41’ Fleurquín |

| Arbitro: | Gilles Veissière |

|              |           |             |
| Kluivert 82’ | Marcatori | 57’ Panucci |

| Liverpool 20 febbraio 2002, ore 20:45 CET 3ª giornata | Liverpool          | 0 – 0 | Galatasaray | Anfield (41 605 spett.)\| Arbitro: \| Vítor Melo Pereira \| |
| Arbitro:                                              | Vítor Melo Pereira |       |             |                                                             |

| Arbitro: | Kim Milton Nielsen |

|                                        |           |  |
| Emerson 61’ Montella 74’ Tommasi 90+2’ | Marcatori |  |

| Arbitro: | Urs Meier |

|               |           |            |
| Niculescu 71’ | Marcatori | 79’ Heskey |

| Barcellona 13 marzo 2002, ore 20:45 CET 5ª giornata | Barcellona     | 0 – 0 referto | Liverpool | Camp Nou (83 441 spett.)\| Arbitro: \| Kyros Vassaras \| |
| Arbitro:                                            | Kyros Vassaras |               |           |                                                          |

| Arbitro: | Anders Frisk |

|          |           |                |
| Cafu 52’ | Marcatori | 45’ Ümit Karan |

| Arbitro: | Rune Pedersen |

|                               |           |  |
| Litmanen 7’ (rig.) Heskey 64’ | Marcatori |  |

| Arbitro: | René Temmink |

|  |           |                  |
|  | Marcatori | 58’ Luis Enrique |

### Gruppo C
| Squadra       | P.ti | G | V | N | P | GF | GS | DR |
| ------------- | ---- | - | - | - | - | -- | -- | -- |
| Real Madrid   | 16   | 6 | 5 | 1 | 0 | 14 | 5  | +9 |
| Panathīnaïkos | 8    | 6 | 2 | 2 | 2 | 7  | 8  | -1 |
| Sparta Praga  | 6    | 6 | 2 | 0 | 4 | 6  | 10 | -4 |
| Porto         | 4    | 6 | 1 | 1 | 4 | 3  | 7  | -4 |

| Arbitro: | Stefano Braschi |

|                         |           |                               |
| Michalík 30’ Sionko 72’ | Marcatori | 20’ Zidane 36’, 74’ Morientes |

| Atene 21 novembre 2001, ore 20:45 CET 1ª giornata | Panathīnaïkos | 0 – 0 referto | Porto | Stadio Apostolos Nikolaidis (15 208 spett.)\| Arbitro: \| Graham Poll \| |
| Arbitro:                                          | Graham Poll   |               |       |                                                                          |

| Arbitro: | Nikolaj Levnikov |

|  |           |            |
|  | Marcatori | 75’ Sionko |

| Arbitro: | Gilles Veissière |

|                               |           |  |
| I. Helguera 41’ Raúl 66’, 72’ | Marcatori |  |

| Arbitro: | Markus Merk |

|            |           |  |
| Solari 83’ | Marcatori |  |

| Arbitro: | Stuart Dougal |

|  |           |                                  |
|  | Marcatori | 39’ Karagkounīs 71’ Kōnstantinou |

| Arbitro: | Pierluigi Collina |

|             |           |                           |
| Capucho 28’ | Marcatori | 7’ Solari 20’ I. Helguera |

| Arbitro: | Knud Erik Fisker |

|                       |           |           |
| Kōnstantinou 15’, 47’ | Marcatori | 90’ Klein |

| Arbitro: | Graham Poll |

|                               |           |  |
| Solari 60’ Guti 64’ Sávio 71’ | Marcatori |  |

| Arbitro: | Ľuboš Micheľ |

|                   |           |            |
| Deco 12’ Pena 54’ | Marcatori | 65’ Kolkka |

| Arbitro: | Wolfgang Stark |

|                        |           |  |
| Sionko 63’ Jarošík 71’ | Marcatori |  |

| Arbitro: | Domenico Messina |

|                              |           |                            |
| Lymperopoulos 9’ Gkoumas 64’ | Marcatori | 11’ Morientes 80’ Portillo |

### Gruppo D
| Squadra             | P.ti | G | V | N | P | GF | GS | DR |
| ------------------- | ---- | - | - | - | - | -- | -- | -- |
| Bayer Leverkusen    | 10   | 6 | 3 | 1 | 2 | 11 | 11 | 0  |
| Deportivo La Coruña | 10   | 6 | 3 | 1 | 2 | 7  | 6  | +1 |
| Arsenal             | 7    | 6 | 2 | 1 | 3 | 8  | 8  | 0  |
| Juventus            | 7    | 6 | 2 | 1 | 3 | 7  | 8  | -1 |

| Arbitro: | Terje Hauge |

|                       |           |  |
| Makaay 9’ Tristán 25’ | Marcatori |  |

| Arbitro: | Urs Meier |

|                                           |           |  |
| Trezeguet 8’, 60’ Del Piero 37’ Tudor 44’ | Marcatori |  |

| Arbitro: | Vítor Melo Pereira |

|                              |           |                   |
| Ljungberg 21’, 88’ Henry 28’ | Marcatori | 49’ (aut.) Taylor |

| Arbitro: | Kyros Vassaras |

|                                         |           |  |
| Zé Roberto 64’ Neuville 67’ Ballack 79’ | Marcatori |  |

| Arbitro: | Alain Sars |

|             |           |           |
| Kirsten 90’ | Marcatori | 56’ Pirès |

| Torino 19 febbraio 2002, ore 20:45 CET 3ª giornata | Juventus    | 0 – 0 referto | Deportivo La Coruña | Stadio delle Alpi (9 836 spett.)\| Arbitro: \| Hugh Dallas \| |
| Arbitro:                                           | Hugh Dallas |               |                     |                                                               |

| Arbitro: | Alain Hamer |

|                                           |           |  |
| Pirès 5’ Henry 7’ Vieira 48’ Bergkamp 83’ | Marcatori |  |

| Arbitro: | Anders Frisk |

|                          |           |  |
| Tristán 8’ Djalminha 77’ | Marcatori |  |

| Arbitro: | Kim Milton Nielsen |

|                                         |           |           |
| Butt 24’ (rig.) Brdarić 71’ Babić 90+1’ | Marcatori | 61’ Tudor |

| Arbitro: | Urs Meier |

|  |           |                        |
|  | Marcatori | 30’ Valerón 40’ Naybet |

| Arbitro: | Karl-Erik Nilsson |

|              |           |  |
| Zalayeta 76’ | Marcatori |  |

| Arbitro: | Valentin Ivanov |

|             |           |                                        |
| Tristán 75’ | Marcatori | 34’ Ballack 54’ Schneider 86’ Neuville |